# Sacrifice Bunt

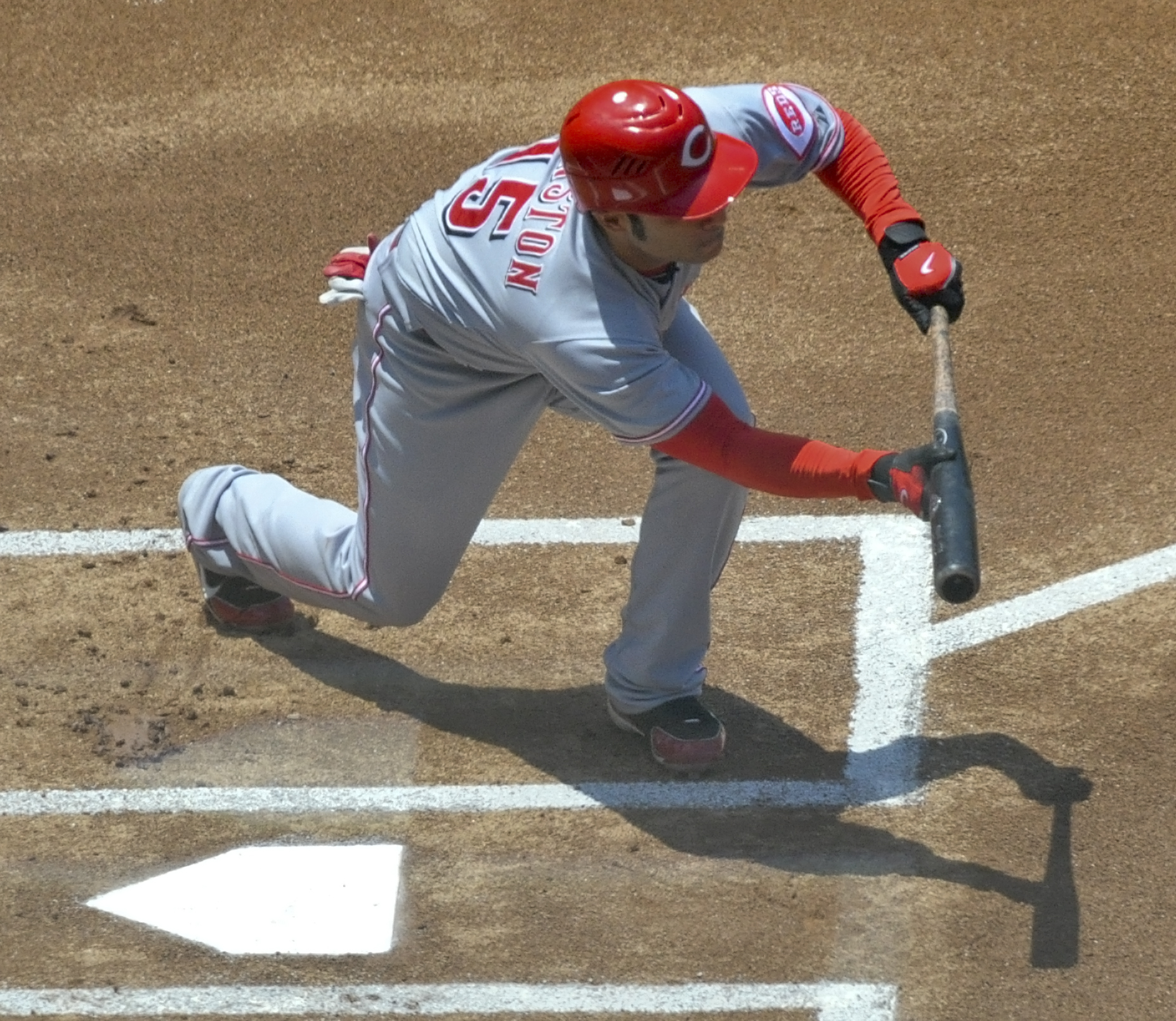
Jerry Hairston beim Bunt.

Beim Baseball ist ein Sacrifice Bunt (SH/S/SAC) (auch Sacrifice Hit genannt) ein Spielzug ausgelöst durch eine bestimmte Art der Ballannahme des Schlagmanns.

## Hintergrund
Der Begriff Sacrifice Bunt bezeichnet die Ballannahme eines Batters, zu einem Zeitpunkt bevor es zwei Outs gibt, bei der der Ball nicht geschwungen, sondern absichtlich mit vor die Home Plate gehaltenem Schläger getroffen und langsam in das Infield getippt wird. Dies ermöglicht es einem anderen Spieler der eigenen Mannschaft, der sich als Läufer bereits auf einer Base befindet, zu einer der nächsten Bases vorzudringen. Der Schlagmann wird hierbei selbst fast immer per Out aus dem Spiel genommen und damit „geopfert“ (engl.: to sacrifice). Daher ist es wichtig, dass bei einem Sacrifice Bunt nicht schon zwei Outs gezählt wurden, da sonst durch das wahrscheinliche Ausscheiden des Schlagmannes das dritte Out erzielt würde, womit das Inning endet. Eventuell vorgerückte Läufer und gegebenenfalls erzielte Runs durch diesen Bunt wären damit aber ebenfalls hinfällig. Bis zu einem gewissen Grad ist das eigene Out die Absicht des Schlagmanns und wird für den Erfolg der anderen Läufer in Kauf genommen. Manchmal erreicht der Batter eine Base dennoch aufgrund eines Errors oder einer Fielder’s Choice. Wenn Läufer in dieser Situation eine nächste Base erreichen, wird dies als Sacrifice Bunt gewertet und nicht als Error oder Fielder’s Choice. Manchmal kann der Schlagmann die Base sicher erreichen, indem er einfach den Wurf zur ersten Base überläuft (d. h. schneller an die Base läuft als der Ball dorthin geworfen werden kann); dies wird nicht als Sacrifice Bunt, sondern als Single gewertet.
Ein erfolgreicher Sacrifice Bunt zählt nicht als At Bat, hat keinen Einfluss auf den Batting Average eines Spielers und zählt als Plate Appearance. Anders als ein Sacrifice Fly wird ein Sacrifice Bunt nicht in die Berechnung des On-Base-Prozentsatzes des Spielers einbezogen. Wenn der offizielle Scorer der Meinung ist, dass der Schlagmann mit dem Bunt einen Base-Hit erzielen und nicht nur die Läufer vorwärts bringen wollte, wird dem Schlagmann ein At Bat angerechnet und kein Sacrifice Bunt gutgeschrieben.
In Ligen ohne Designated Hitter (z. B. vor dem Jahr 2022 in der National League der MLB) werden Sacrifice Bunts am häufigsten von Pitchern versucht, die in der Regel keine produktiven Hitter sind. Die Manager sind häufig der Ansicht, dass der Pitcher, wenn sein Schlag wahrscheinlich ohnehin zu einem Out führt, er auch auf diese Art und Weise Out gehen kann, da sie die Läufer am wahrscheinlichsten weiterbringt. Dadurch muss der Pitcher nicht mehr laufen, und es besteht geringere Verletzungsgefahr. Einige Leadoff-Hitter (Schlagmann, der als Erster in der Mannschaftsaufstellung schlägt) schlagen in ähnlichen Situationen auch häufig einen Bunt und können mit einem Sacrifice belohnt werden. Da sie aber oft sehr erfahrene Bunter und gleichzeitig auch schnelle Läufer sind, versuchen sie häufig, sowohl trotz des Bunts auf Base zu kommen als auch andere Läufer voranzubringen.
Ein Sacrifice Bunt, der versucht wird, während ein Läufer auf der dritten Base ist, wird als Squeeze Play bezeichnet. Ein Sacrifice Bunt, der versucht wird, während ein Läufer auf der dritten Base versucht, die Home Plate zu stehlen, wird als Suicide Squeeze bezeichnet.
Obwohl ein Sacrifice Bunt nicht dasselbe ist wie ein Sacrifice Fly, fielen beide bis 1954 in dieselbe statistische Kategorie.
Beim Scoring kann ein Sacrifice Bunt mit SH, S oder gelegentlich auch mit SAC bezeichnet werden.

## Erwähnenswerte Spieler
Die folgenden Spieler haben in ihrer Karriere 300 oder mehr Sacrifice Bunts erzielt:
Major League Baseball (MLB)
- 512: Eddie Collins (MLB Rekord)
- 392: Jake Daubert
- 383: John „Stuffy“ McInnis
- 366: „Wee“ Willie Keeler
- 337: Owen „Donie“ Bush
- 334: Ray Chapman
- 323: Bill Wambsganss
- 314: Roger Peckinpaugh
- 311: Larry Gardner
- 309: Tris Speaker
- 300: Walter „Rabbit“ Maranville

Nippon Professional Baseball
- 533: Masahiro Kawai (Weltrekord)

Seit Beginn der sog. Live-Ball-Ära (1920) ist Joe Sewell mit 275 Sacrifice Bunts der führende Spieler seiner Karriere. Er wurde zum ersten Mal von den Cleveland Indians gegen Ende der Saison 1920 einberufen, kurz nachdem der Star-Shortstop der Indians, Ray Chapman, von einem Pitch am Kopf getroffen wurde, was allgemein als Beginn der Live-Ball-Ära angesehen wird.

## Kritik
Obwohl der Sacrifice Bunt von Traditionalisten als gute Strategie angepriesen wird, hat er in der modernen Sabermetrik erhebliche Kritik erfahren. Sabermetriker argumentieren, dass der Wert des Voranbringens eines Läufers auf eine andere Base dadurch ausgeglichen wird, dass das Team eines seiner begrenzten und wertvollen 27 Outs opfert. Ein zugestandenes Out wird als ein verschwendetes Out angesehen.
Die folgenden Statistiken veranschaulichen das Argument. Wenn ein Team zwischen 1993 und 2010 einen Läufer auf der ersten Base hatte, ohne dass ein Out erfolgte, erzielte es von diesem Zeitpunkt an bis zum Ende des Innings im Durchschnitt .941 Runs. Wenn ein Team jedoch einen Läufer auf der zweiten Base mit einem Out hatte, wurden von diesem Zeitpunkt an durchschnittlich 0,721 Runs erzielt. Wenn also ein Schlagmann zu Beginn eines Innings läuft und seine Mannschaft schlägt, erzielt diese Mannschaft im Durchschnitt fast einen Run in diesem Inning. Andererseits sinkt die Run-Erwartung dieses Teams um 23 % [(1 - 0,721/0,941) * 100 %], wenn es erfolgreich buntet und den Läufer mit einem Out zur zweiten Base bringt.
Erschwerend kommen die vielen Schwierigkeiten und Risiken hinzu, die mit einem Bunting verbunden sind. Der Läufer oder die Läufer auf der Base müssen schnell sein, sonst kann die Verteidigung ein einfaches Force Out erzielen. Ein Manager könnte zwar einen Pinch Run durchführen, aber dann wird seine Bank kleiner (d. h. es stehen weniger Ersatzspieler zur Verfügung). Der Spieler am Schlagmal muss auch einen guten Bunt ausführen. Das heißt, der Spieler muss einen Bunt durchführen, der nicht aufspringt, kein Foul ist oder direkt von einem gegnerischen Feldspieler angefangen wird. Selbst wenn dies alles erfüllt ist, muss das Team, wenn der Sacrifice Bunt erfolgreich ist, immer noch einen Hit erzielen, um den Läufer zu punkten, und hat jetzt aber ein Out weniger zur Verfügung.